# Amauris schubotzi
Amauris schubotzi är en fjärilsart som beskrevs av A.Schultze 1914. Amauris schubotzi ingår i släktet Amauris och familjen praktfjärilar. Inga underarter finns listade i Catalogue of Life.